# 132. Infanterie-Division (Wehrmacht)
Die 132. Infanterie-Division (132. ID) war ein Großverband des Heeres der deutschen Wehrmacht im Zweiten Weltkrieg.

## Divisionsgeschichte
Einsatzgebiete:
- Deutschland: Oktober 1940 bis April 1941
- Balkanfeldzug: April bis Mai 1941
- Ostfront, Heeresgruppe Süd: Juni 1941 bis September 1942
- Ostfront, Heeresgruppe Nord: Oktober 1942 bis Oktober 1944
- Kurland-Kessel: Oktober 1944 bis Mai 1945

Die 132. Infanterie-Division wurde am 5. Oktober 1940 in Landshut im Wehrkreis VII (München) als Division der 11. Aufstellungswelle aufgestellt. Das Personal wurde zu Anteilen aus der 263. und 268. Infanterie-Division gestellt. Der erste Kriegseinsatz der 132. Infanterie-Division fand beim Balkanfeldzug statt.
Ab Juni 1941 nahm sie am Überfall auf die Sowjetunion teil. Mit der Heeresgruppe Süd stieß sie von Lemberg über Ostrog und Schitomir bis nach Kiew vor. Im November 1941 stand sie auf der Krim und gehörte zu den Verbänden, die Sewastopol erobern sollten. Zusammen mit dem LIV. Armeekorps griff sie aus nördlicher Richtung von den Berghängen des Belbek-Tals die Hafenstadt an und stieß auf erbitterten Widerstand, der sich in den Verteidigungsgürteln um die Stadt verdichtete. Im Dezember 1941 konzentrierten sich die Kämpfe um die Kamyschly-Schlucht und die Höhe 192. Sturmbataillone und -pioniere der 132. Infanterie-Division erreichten in den ersten Tagen der Kämpfe nur noch einen Geländegewinn von sechs Kilometern. Am 30. März 1942 wurde die Division noch für begrenzte Angriffsaufgaben geeignet eingestuft. Zu diesem Zeitpunkt hatte eine durchschnittliche Infanteriekompanie noch eine Grabenstärke (Gefechtsstärke) von 60 bis 70 Mann.
Am 7. Mai 1942 begann die 132. Infanterie-Division eine Offensive mit Artillerieangriffen und Landungen mit Sturmbooten gegen die sowjetische 44. Armee östlich von Feodossija an der schwer befestigten Landenge von Parpatsch (das heutige Prymors'kyi). Im Juni 1942 wurde der finale Angriff auf Sewastopol unternommen, wobei die 132. Infanterie-Division zusammen mit dem LIV. Armeekorps den Schwerpunkt bildete. Im Laufe der Kämpfe erlitt die 132. Infanterie-Division derart hohe Verluste, dass sie vollständig herausgezogen werden musste. Im September 1942 wurde die 132. Infanterie-Division von der Krim abberufen und der Heeresgruppe Nord unterstellt. Dort nahm sie im Rahmen der 18. Armee an der Belagerung Leningrads und im März 1943 an der dritten Ladoga-Schlacht teil. Die 132., 96. und 61. Infanterie-Division wehrten die sowjetischen Angriffe in verlustreichen Waldkämpfen ab.
1945 ging die Division im Kurland-Kessel unter.

## Gliederung
- Infanterie-Regiment 436
- Infanterie-Regiment 437
- Infanterie-Regiment 438
- Artillerie-Regiment 132
- Pionier-Bataillon 132
- Panzerjäger-Abteilung 132
- Aufklärungs-Abteilung 132
- Nachrichten-Abteilung 132
- Nachschubtruppen

## Personen
| Dienstzeit                                                         | Dienstgrad             | Name                                               |
| ------------------------------------------------------------------ | ---------------------- | -------------------------------------------------- |
| 5. Oktober 1940 bis 11. Januar 1942                                | Generalleutnant        | Rudolf Sintzenich                                  |
| 11. Januar 1942 bis 12. August 1943                                | General der Artillerie | Fritz Lindemann                                    |
| 12. August 1943 bis 10. Dezember 1944                              | Generalleutnant        | Herbert Wagner                                     |
| 10. Dezember 1944 bis 26. Februar 1945, mit der Führung beauftragt | Oberst                 | Rudolf Demme                                       |
| Dezember 1944/Januar 1945                                          | Oberst                 | Werner Graf von Bassewitz-Levetzow (in Vertretung) |
| 1. März bis 8. Mai 1945                                            | Generalmajor           | Rudolf Demme                                       |

| Dienstzeit                               | Dienstgrad     | Name              |
| ---------------------------------------- | -------------- | ----------------- |
| Oktober 1940 bis November 1941           | Oberstleutnant | Hans Haas         |
| November 1941 bis 6. September 1942      | Major          | Hans von Beeltzig |
| 6. September 1942 bis 25. September 1944 | Oberstleutnant | Heinz Geyer       |
| 25. September 1944 bis 25. März 1945     | Oberstleutnant | Albert Schneider  |
| 25. März bis 8. Mai 1945                 | Major          | Heinrich Dechamps |

## Auszeichnungen
Insgesamt wurden 14 Angehörige der 132. Infanterie-Division mit dem Ritterkreuz ausgezeichnet und 76 mit dem Deutschen Kreuz in Gold.

## Bekannte Divisionsangehörige
- Fritz Lindemann (1894–1944), war Mitglied der Widerstandsbewegung vom 20. Juli 1944
- Ludwig Siffling (1921–2020), war ein Fußballspieler des SV Waldhof Mannheim